# Sara Sharon

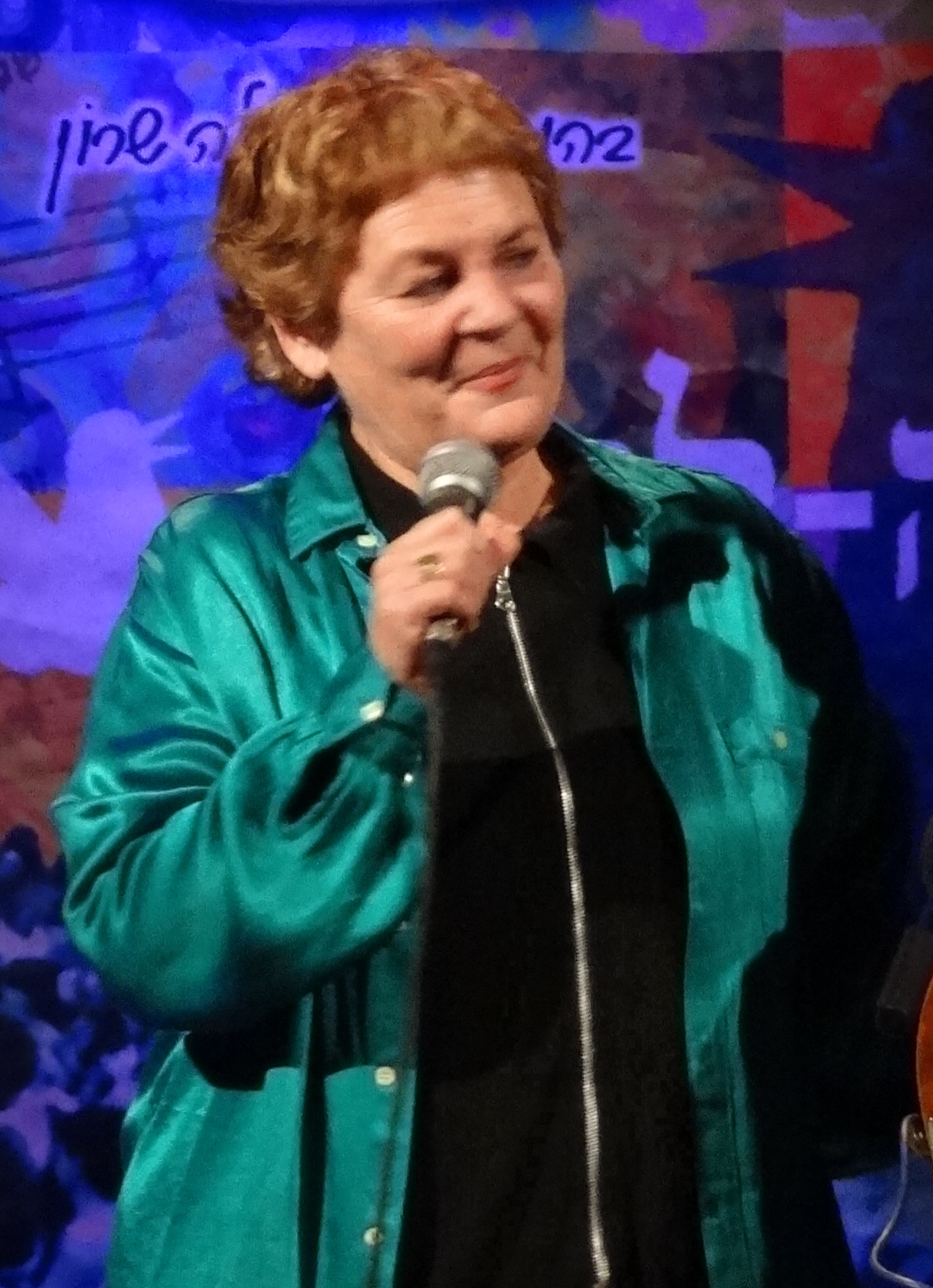
Sarah´le Sharon

Sara (Sarah´le) Sharon (hebräisch שרה'לה שרון; Geburtsname Sara Alter; geb. 4. Februar 1948 in Aschdot Ja’akov Ichud, Völkerbundsmandat für Palästina) ist eine israelische Sängerin und gehört zu den Begründern des gemeinschaftlichen Singens in Israel.

## Biografie
Sarah´le bzw. Sarale Sharon, wie sie allgemein genannt wird, wurde 1948 als Sara Alter im Kibbuz Aschdot Ja’akov Ichud im Jordantal geboren. Sie absolvierte eine musikpädagogische Ausbildung und arbeitete bis zum Alter von 50 Jahren als Musiklehrerin im Kibbuz und in umliegenden Schulen. Als 1978 auf Anregung von Jerucham Cohen, dem damaligen Leiter der Kulturabteilung des Regionalverbands Emek ha-Jarden, eine Gesangsvereinigung errichtet wurde, übernahm Sharon die Leitung. In den 1980er Jahren wurden die Vereinsveranstaltungen am Israelischen Fernsehen übertragen, und Sharon erlangte landesweite Bekanntheit. 1993 wurde sie mit der Ad-hoc-Gruppe Lahakat Shiru im Eurovision-Vorentscheid ausgewählt und vertrat Israel beim Eurovision Song Contest 1993 in Irland, erreichte jedoch nur den vorletzten Platz. 2018 trat sie in einer Doku-Reality unter dem Titel „Lieber spät als nie“ zusammen mit den Schauspielerinnen Rivka Michaeli, Nurit Gefen und der Regisseurin Zipi Pines auf.